# Psychotria deneversii
Psychotria deneversii är en måreväxtart som beskrevs av Charlotte M. Taylor. Psychotria deneversii ingår i släktet Psychotria och familjen måreväxter. Inga underarter finns listade i Catalogue of Life.